# Виван (Атлантические Пиренеи)
Вива́н (фр. Viven) — коммуна во Франции, находится в регионе Аквитания. Департамент — Атлантические Пиренеи. Входит в состав кантона Тер-де-Люи и Кото-дю-Вик-Бий. Округ коммуны — По.
Код INSEE коммуны — 64560.

## География

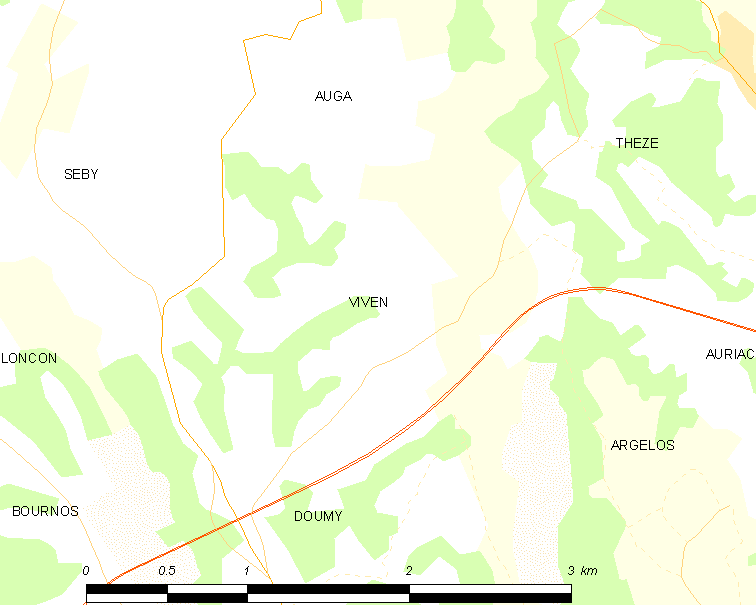
Карта коммуны

Коммуна расположена приблизительно в 640 км к югу от Парижа, в 155 км южнее Бордо, в 19 км к северу от По.
На северо-востоке коммуны протекает река Люи-де-Франс.

### Климат
Климат тёплый океанический. Зима мягкая, средняя температура января — от +5°С до +13°С, температуры ниже −10 °C бывают редко. Снег выпадает около 15 дней в году с ноября по апрель. Максимальная температура летом порядка 20-30 °C, выше 35 °C бывает очень редко. Количество осадков высокое, порядка 1100 мм в год. Характерна безветренная погода, сильные ветры очень редки.

## Население
Население коммуны на 2010 год составляло 174 человека.
| 1962 | 1968 | 1975 | 1982 | 1990 | 1999 | 2010 |
| ---- | ---- | ---- | ---- | ---- | ---- | ---- |
| 141  | 103  | 118  | 124  | 166  | 156  | 174  |

## Администрация
| Период | Период | Фамилия    | Партия                  | Примечания |
| ------ | ------ | ---------- | ----------------------- | ---------- |
| 1995   | 2020   | Пьер Дарто | Социалистическая партия |            |

## Экономика
В 2010 году среди 109 человек трудоспособного возраста (15-64 лет) 80 были экономически активными, 29 — неактивными (показатель активности — 73,4 %, в 1999 году было 82,0 %). Из 80 активных жителей работали 77 человек (44 мужчины и 33 женщины), безработных было 3 (2 мужчин и 1 женщина). Среди 29 неактивных 12 человек были учениками или студентами, 14 — пенсионерами, 3 были неактивными по другим причинам.

## Достопримечательности
- Замок Момас (XVIII век). Исторический памятник с 1989 года[4]
- Церковь Св. Стефана (XIX век)[5]

## Фотогалерея

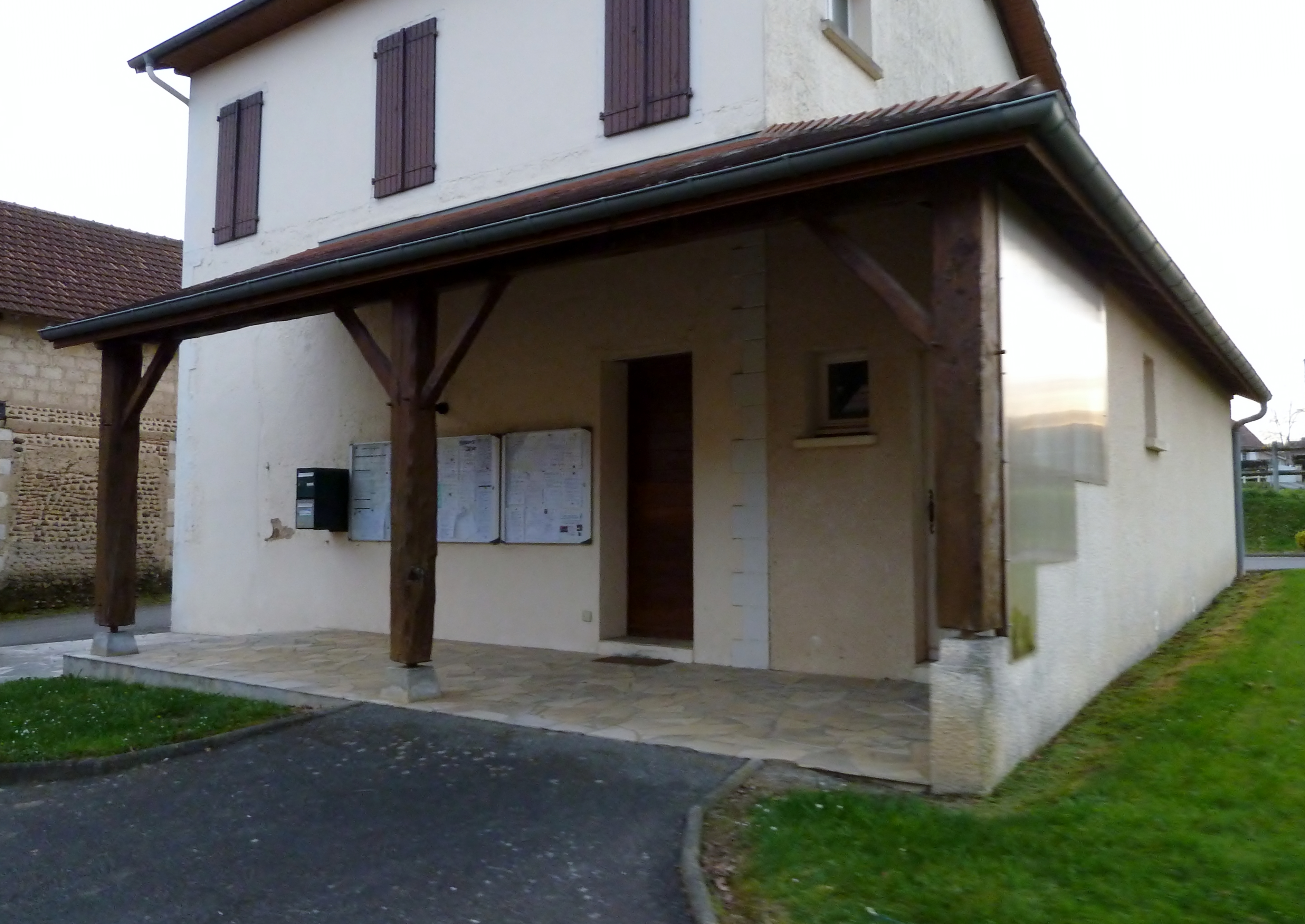
Мэрия
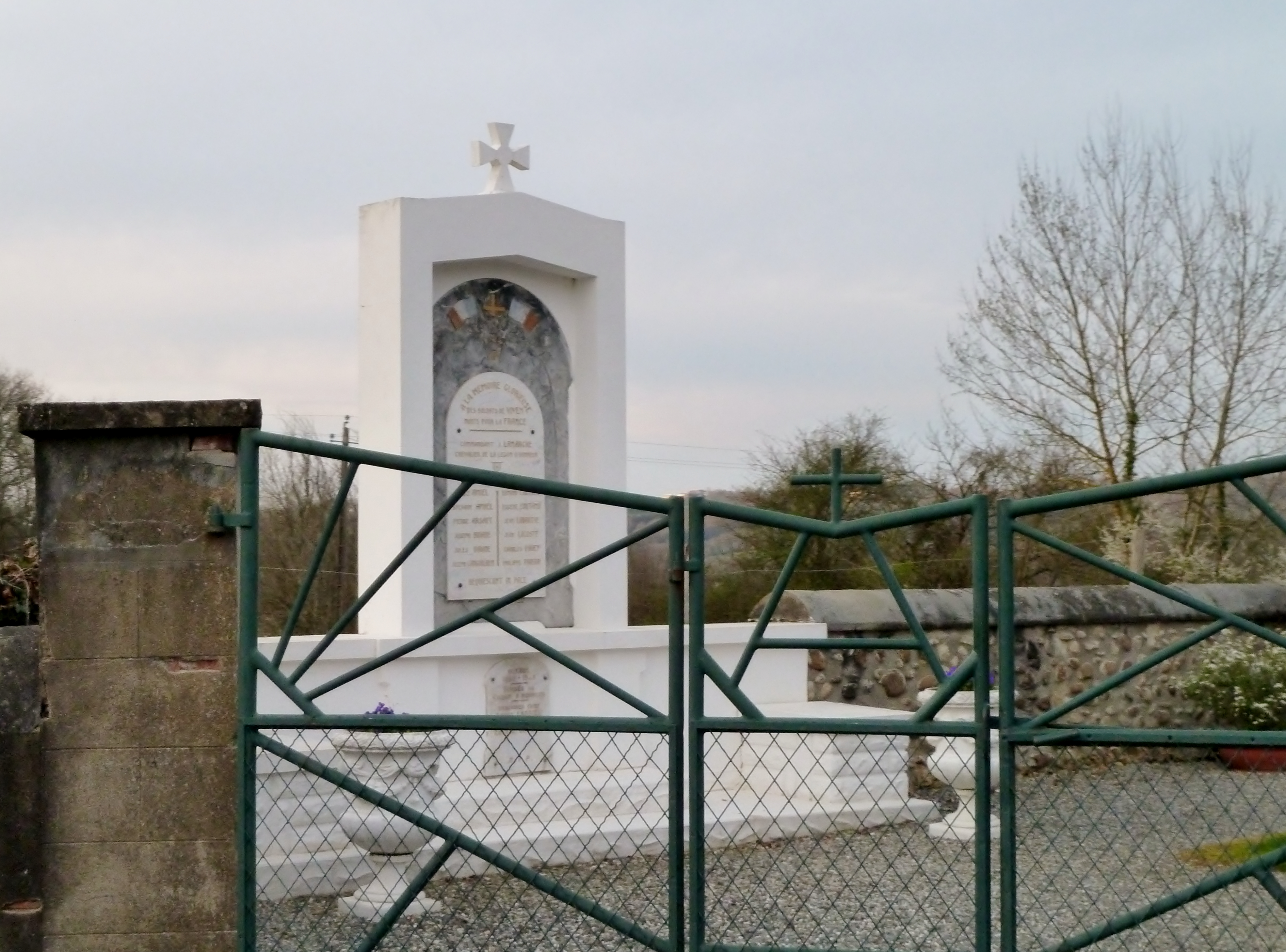
Военный мемориал